# 食谱
食譜，又稱菜譜，是記錄料理烹飪方式的文件。現代的食譜內容通常包含料理名稱、料理所需食材及份量、料理器具、烹調步驟與技巧、料理所需時間和成品的份量等，有些食譜還會標示成品的保存期限。現存最古老的食譜來自公元前15世紀的巴比倫。

## 种类

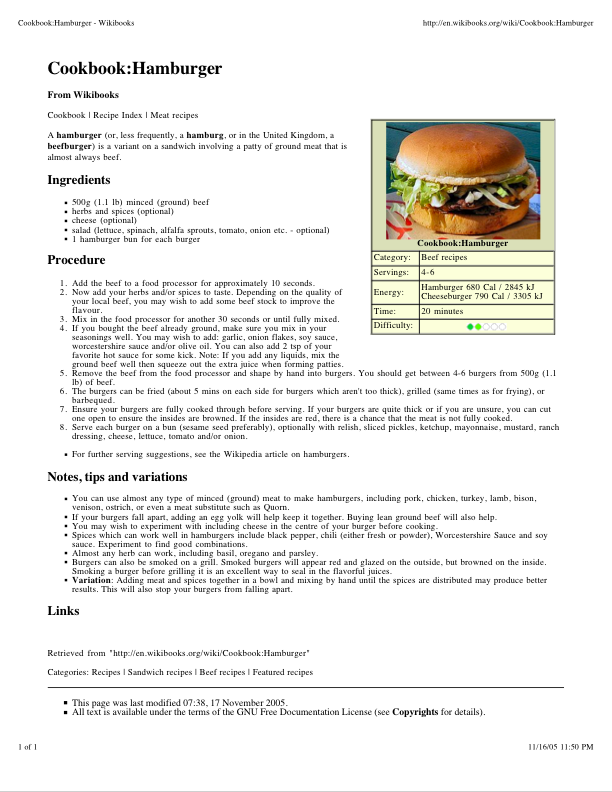
Wikibooks Cookbook（維基食譜）的其中一頁示例

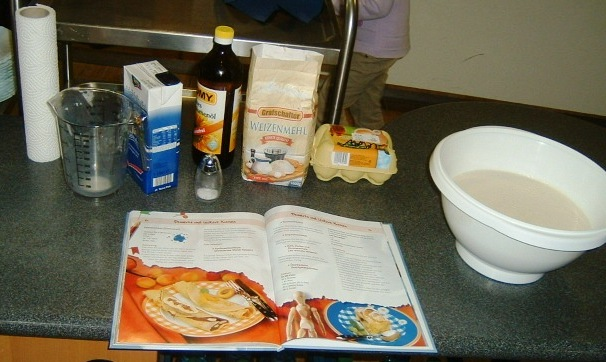
一本關於製作法式煎餅（可麗餅）的食譜，後面為烹調煎餅所需的食材

美食菜谱根据不同菜系、菜品、特色、功效、口味、场景等分为：家常菜、私房菜、凉菜、热菜、面点等。从横向营养学进行分类，也有食疗菜谱，中医药膳，传统美食等区分。

## 歷史
菜譜由於屬文字記述，在中國也一如其他著作，多由仕紳執筆。南北朝時期的《食珍錄》作者虞悰曾官拜禮部尚書，曾跟皇帝討論烹飪技巧，書中記述了「煬帝御廚用九牙盤食」，「謝傳有湯法」，「韓約能作櫻桃，其色不變」，「金陵寒具嚼著驚動十里人」等。
隋人謝諷所著的《食經》是中國古代較有名的食譜，其中有膾、羹、餅、糕、卷、炙、面、寒具，包括以動物原料為主製成的菜餚，如「飛孿膾」、「剔縷雞」、「剪雲斫魚羹」等，記載了「越國公碎金飯」、「虞公斷醒（酒）」、「永加王烙羊」、「成美公藏」、「含春侯新治月華飯」、「千金碎香餅」、「乾炙滿天星含漿餅」、「撮高巧裝壇樣餅」等菜餚，名目傾重典雅貴重。
然而，這類著作類似隨筆，跟現代食譜重視步驟、仔細份量的記述，並不相同。其中《呂氏春秋·本味篇》記載了煎魚方法，卻滲入了「烹小鮮而論治天下」的哲學思想。而北宋人陶穀的《清異錄》一本散文集，記述天文、地理，其中1/3篇幅卻跟果、蔬、禽、獸、魚、酒、茗、饌有關。書中引用了隋代《謝諷食經》、唐代《燒尾食單》的菜譜，成為研究當時飲食的重要參考資料。
直到元明年間，中國菜譜變得更貼近民生。元代《居家必用事類全集》類似於現代的家居百科，提及育兒、冠婚、喪祭之道，在飲食中又分別介紹漢、回、女真各族的烹調特點，收錄四百多種食品榚點的製法，並影響了中國後代不少同類著作。中國食譜亦經常側重飲食的食療，如成書於元末明初的《易牙遺意》，以齊桓公時代的名廚易牙之名，從蜜餞、小炒、榚點、湯、調味用法、麵食、藥膳均有詳細介紹。
而在清代，袁枚所著的《隨園食單》至今仍奉為經典。全書分為須知單、戒單、海鮮單、江鮮單、特牲單、雜牲單、羽族單、水族有鱗單、水族無鱗單、雜素單、小菜單、點心單、飯粥單和菜酒單十四大分類。

## 現代體裁
現在食譜雖然也有隨筆、散文，但大多列有烹調時間、材料、廚具、製作步驟，部分亦會列明卡路里含量、營養成份、詳細圖片。菜譜編印也受地區文化所影響，比如香港一些菜譜會提供中、英以至菲律宾文內容，以方便家裡的外籍女傭閱讀；而在美國，一些家庭會將家傳的菜譜以精裝印刷，作為家庭禮物，其中白宮近年亦有為第一夫人印制菜譜。